# Bay (Laguna)
Bay è una municipalità di terza classe delle Filippine, situata nella Provincia di Laguna, nella Regione del Calabarzon.
Bay è formata da 15 baranggay:
- Bitin
- Calo
- Dila
- Maitim
- Masaya
- Paciano Rizal
- Puypuy
- San Agustin (Pob.)
- San Antonio
- San Isidro
- San Nicolas (Pob.)
- Santa Cruz
- Santo Domingo
- Tagumpay
- Tranca